# Юсуф Иззет-паша
Юсуф Иззет-паша (тур. Yusuf İzzet; 1876—1922) — генерал Османской империи. Имел черкесское происхождение. Принимал активное участие в Первой мировой войне.

## Начало службы
Родился в семье черкесских мухаджиров из числа шапсугов в селении Салехлар недалеко от Бургаса. Окончил военное училище в звании лейтенанта. Принял участие в Балканской войне. Во время Первой мировой войны, был произведён в генералы. Командовал различными соединениями на Кавказском фронте.

## Участие в Дагестанской интервенции
После революции в России, Османская империя вернула все ранее потерянные территории на Кавказском фронте. Была сформирована Кавказская исламская армия, целью которой стояла интервенция в Азербайджан и Дагестан. 11 мая 1918 года провозгласила независимость Горской республики, правительство которой обратилось за поддержкой к Турции и Германии. Юсуф Иззет стал командующим Северо-кавказского корпуса и военным представителем в Горской республике.
После подписания Мудросского перемирия, Юсуф Иззет предпринял ряд попыток, направленных на то, чтобы не выводить армию из Дагестана, но все они оказались безуспешными.

## Возвращение в Турцию
После возвращения в Турцию, Юсуф Иззет был избран в первый парламент. Принял активное участие в Войне за независимость Турции. После победы, вернулся в Великое национальное собрание Турции. Автор различных книг о кавказской истории и культуре.
В 1919 году женился на первой в Турции женщине-писательнице, Хаире Мелек Хунч, имевшей черкесские корни.
Юсуф Иззет-паша скончался 15 апреля 1922 года. После его смерти семья взяла фамилию «Мет» в 1934 году.